# Вольфганг Герварц
Вольфганг Герварц (нім. Wolfgang Herwartz; 25 червня 1917, Гільдесгайм — 7 березня 1945, протока Святого Георга) — німецький офіцер-підводник, капітан-лейтенант крігсмаріне.

## Біографія
1 квітня 1937 року вступив на флот. В жовтні 1939 року відряджений в авіацію. В липні-грудні 1943 року пройшов курс підводника, з грудня 1943 по березень 1944 року — курс командира підводного човна. З 25 травня 1944 року — командир підводного човна U-1302. 3 лютого 1945 року вийшов у свій перший і останній похід, під час якого потопив 3 кораблі загальною водотоннажністю 8386 тонн.
| Дата           | Назва корабля | Тип               | Тоннаж | Вантаж                                                                      | Екіпаж | Загинули | Країна             | Конвой |
| -------------- | ------------- | ----------------- | ------ | --------------------------------------------------------------------------- | ------ | -------- | ------------------ | ------ |
| 28 лютого 1945 | Norfolk Coast | Торговий теплохід | 646    | Генеральні вантажі                                                          | 13     | 7        | Британська імперія |        |
| 2 березня 1945 | King Edgar    | Торговий теплохід | 4,536  | 1667 стандартів пиломатеріалів, 2038 тонн фанери і 500 тонн свинцю та цинку | 46     | 4        | Британська імперія | SC-167 |
| 2 березня 1945 | Novasli       | Торговий пароплав | 3,204  | 1124 стандартів пиломатеріалів                                              | 37     | 0        | Норвегія           | SC-167 |

7 березня 1945 року U-1302 був потоплений в протоці Святого Георга глибинними бомбами канадських фрегатів «Ла Гуллойз», «Стратадам» і «Тетфорд Майнз». Всі 48 членів екіпажу загинули.

## Звання
- Кандидат в офіцери (3 квітня 1937)
- Морський кадет (21 вересня 1937)
- Фенріх-цур-зее (1 травня 1938)
- Оберфенріх-цур-зее (1 липня 1939)
- Лейтенант-цур-зее (1 серпня 1939)
- Оберлейтенант-цур-зее (1 вересня 1941)
- Капітан-лейтенант (1 серпня 1944)